# Hydrophoria cinerascens
Hydrophoria cinerascens är en tvåvingeart som beskrevs av Stein 1907. Hydrophoria cinerascens ingår i släktet Hydrophoria och familjen blomsterflugor. Inga underarter finns listade i Catalogue of Life.